# Ferruccio Novo
Ferruccio Novo (Turim, 22 de março de 1897 — 8 de abril de 1974) foi um futebolista e treinador de futebol italiano. 

## Carreira
Ferruccio Novo convocou e comandou o elenco da Itália na Copa do Mundo de 1950, no Brasil.